# Podpráporshchik

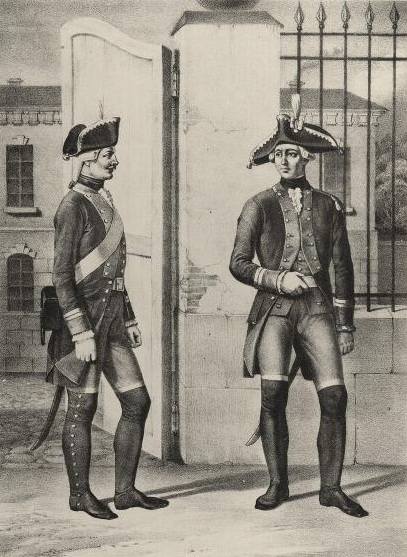
Capitán de armas y podpráporshchik de una compañía de mosqueteros de un regimiento de infantería (1763-1786).

Podpráporshchik (en ruso: подпрáпорщик) es un rango militar en el Ejército ruso y en el de otros países. Es inmediatamente superior al feldwebel e inferior al práporshchik.
El grado militar apareció en la infantería rusa poco después de la inclusión en el rango de los práporshchik, jóvenes oficiales que en el transcurso de los combates respondían del traslado e integridad de la bandera del regimiento (прапора, prápora). Debido a la alta responsabilidad que incorporaba la tarea de auxiliar al práporschik, para ella eran elegidos los uriádnik más inteligentes, por lo que este cargo era bastante considerado dentro del escalafón de suboficiales. Entre los siglos XVII y XX (hasta 1917) fue uno de los grados de la suboficialidad.